# آشورو، هوکایدو
آشورو، هوکایدو (به لاتین: Ashoro, Hokkaido) یک منطقهٔ مسکونی در ژاپن است که در Tokachi Subprefecture واقع شده‌است. آشورو  ۷٬۱۵۰ نفر جمعیت دارد.